# Streifenkuckuck
Der Streifenkuckuck (Tapera naevia), auch Vierflügelkuckuck oder Lerchenkuckuck genannt,  ist eine Kuckucksart der Neotropis. Er ist der einzige Vertreter der Gattung Tapera.

## Merkmale
Der Streifenkuckuck erreicht eine Körperlänge von 26 bis 29 cm. Es besteht kein Geschlechtsdimorphismus.
Adulte Vögel sind oberseits überwiegend braun mit beiger und schwarzer Streifung. Der Kopf trägt eine schwärzliche Haube, die von rötlichbraunen Federn durchsetzt ist. Das Auge ist von einem unbefiederten, gelben Hautring umgeben. Die Iris ist bräunlich bis grünlich gefärbt, der Schnabel braun mit orangebrauner Basis. Der Überaugenstreif ist weiß, der feine Bartstreif schwarz. Die Unterseite ist überwiegend weißlich mit einer deutlichen, schwarzen Strichelung an den Seiten von Kehle und Brust. Der Unterbauch ist weiß. Aus dem zusammengelegten Flügel steht der vergrößerte Daumenfittich auffällig heraus. Beine und Füße sind graubraun gefärbt.
Vögel im Jugendkleid sind insgesamt rötlicher gefärbt. Die Haube ist schwarz mit einer beigen Fleckung. Auf dem Rücken und den Oberflügeldecken finden sich ebenfalls beige Flecken. Die Unterseite ist beige gefärbt und trägt eine feine schwarze Strichelung. Auf dem weißen Unterbauch finden sich feine dunkle Flecken.

## Verbreitung
Der Streifenkuckuck kommt in Süd- und Mittelamerika vor. Das Verbreitungsgebiet reicht von Mexiko entlang der Anden bis nach Argentinien und Brasilien.
Aufgrund des großen Verbreitungsgebietes sowie der Häufigkeit der Art wird diese seitens der IUCN als nicht gefährdet (least concern) eingeschätzt. Die Populationsgröße wird auf 500.000–4.999.999 Individuen geschätzt. Zudem scheint der Bestandstrend positiv zu sein.

## Lebensweise
Streifenkuckucke leben in Wäldern mit dichtem Unterwuchs, in tropischen Regenwäldern, Mangrovenwäldern, der Restinga sowie in verbuschten Sukzessionsflächen.
Streifenkuckucke fliegen selten, meistens bewegen sie sich am Boden fort. Als Hauptnahrung dienen Insekten wie z. B. Großlibellen, Schaben, Käfer und Raupen, es werden aber auch Früchte verzehrt. Die Nahrung wird hauptsächlich vom Boden gesammelt. Hierfür wiegt der Streifenkuckuck sich hin und her und stellt plötzlich seine großen Alula auf. Dies scheucht vermutlich die Beute auf, die er danach vom Boden pickt.
Der Streifenkuckuck ist im Unterschied zu den meisten anderen Arten der Erdkuckucke ein Brutparasit. Die häufigsten Wirte sind Töpfervögel (Furnariidae). Das Kuckucksweibchen verbleibt etwa eine Woche in der Nähe der von ihr ausgewählten Wirtseltern und wartet, bis das Tonnest fertig gebaut ist. Danach versucht das Weibchen durch den tunnelförmigen Eingang das Nest zu betreten oder zerstört eine Seite des geschlossenen Nestes. Meist wird das Nest durch die Wirtsvögel nach der Eiablage repariert. Die Kuckucksjungen schlüpfen nach etwa 15 Tagen. Jungvögel der Wirtseltern werden durch Schnabelpicken getötet und durch die Eltern aus dem Nest transportiert. Das Kuckucksjunge verlässt das Nest nach etwa 16–18 Tagen, indem es die Außenwände des Tonnestes zerstört, da es meist zu groß für den normalen Eingang ist.

## Unterarten
Laut IOC World Bird List ist die Art monotypisch. Tapera naevia (Linnaeus, 1766) ist vom südlichen Mexiko über das nördliche Südamerika über Brasilien und Bolivien bis in den Norden Argentiniens präsent.
Die früher als Unterart anerkannte T. n. excellens (Sclater, PL, 1858) soll heller sein und hat einen längeren, kräftigeren Schnabel als die Nominatform. Ihr Verbreitungsgebiet galt als vom Süden Mexikos bis nach Panama.